# Оглодак
Острів Оглодак (англ. Oglodak Island) — невеликий безлюдний острів в групі Андреянівських островів (Алеутські острови, шт. Аляска, США). Знаходиться на захід від острову Атка та на схід від острова Тагалак. Площа острова складає 3,5 км2. Максимальна висота над рівнем моря 151 м.